# Konkret (perfumiarstwo)

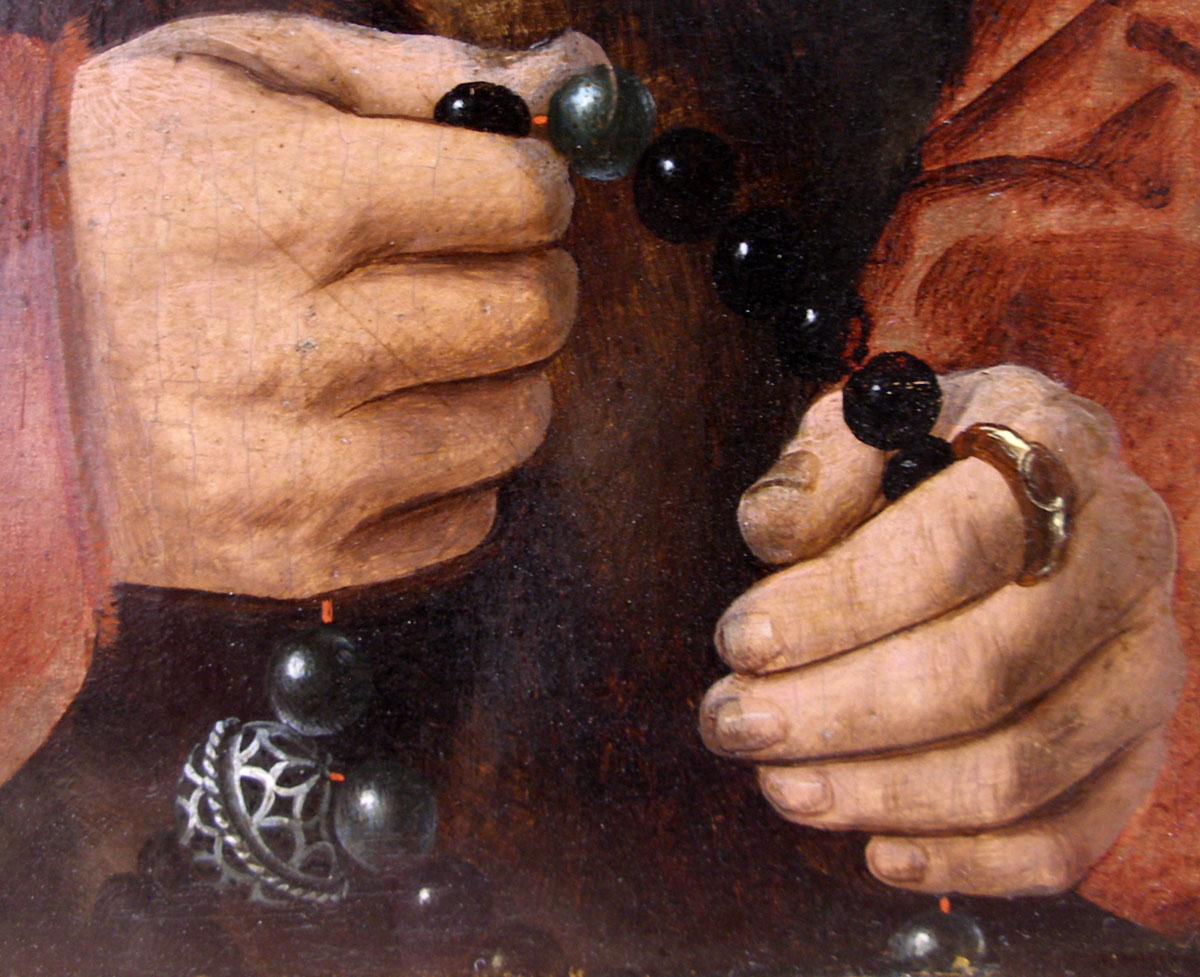
Różaniec z pojemniczkiem biżuteryjnym na pachnidła (pomanderem) na portrecie Gerharda Pilgruma (Bartholomäus Bruyn Starszy, 1528; Wallraf-Richartz Museum w Kolonii, Niemcy)

Konkret – stały lub półstały produkt ekstrakcji substancji zapachowych, wchodzących w skład roślin olejkodajnych. W polskim piśmiennictwie z lat 50. XX w. stosowano francuskie określenia concrète, essences concrète de châssis, concrètes des pommades. Współcześni polscy perfumiarze używają określenia konkret. Stałe olejki eteryczne są stosowane jako środki zapachowe lub traktowane jako półprodukt, z którego uzyskuje się olejki ciekłe (absolut) metodą kolejnej ekstrakcji i destylacji.
Konkret ma zwykle konsystencję masła. Jest otrzymywany metodami:
- ekstrakcji rozpuszczalnikami lotnymi, do ekstrakcji są stosowane lotne rozpuszczalniki, np. eter naftowy lub benzen. Przechodzące do roztworu substancje zapachowe uwalnia się od rozpuszczalnika (odparowanie pod zwykłym ciśnieniem, a następnie pod obniżonym ciśnieniem), otrzymując wonną pozostałość stałą (essences concrètes[4]). Wydajność uzyskiwania konkretu z kwiatów osiąga w przypadku np. mimozy – 0,70–0,88%, fiołka Victoria – 0,07–0,10%, jaśminu – 0,28–0,34%[4]. Konkret jaśminowy ma np. postać ciemnej, gęstej pasty o bardzo intensywnej woni[6]. W przypadku ziół wydajność jest wyższa – dla lawendy osiąga np. 1,5–2,2%[4].
- enfleurage, pracochłonna, niemal zarzucona metoda enfleurage polega na wykorzystaniu absorpcji substancji wonnych, uwalnianych z delikatnych świeżych kwiatów, w tłuszczach, np. w mieszaninie 65–70% smalcu i 30–35% łoju[4][3]. Tłuszcz nasycony lotnymi olejkami jest znany jako „pomada”. Jest po stopieniu poddawany ekstrakcji alkoholem, co jest pierwszym etapem pozyskiwania absolutu (fr. absolutes d'enfleurage, essence absolute).
- maceracji: kwiaty np. pomarańczy, róży, akacji, hiacyntu, narcyza lub fiołka bywają macerowane w tłuszczach w temperaturze 50–70 °C przez 24 do 48 godzin[3].